# シロメダカ
シロメダカ（白目高）はメダカの突然変異型（品種）の一つである。

## 特徴
突然変異により、野生型のメダカが持つ黒色の色素胞（黒色素胞（メラノフォア））を欠く変異型である。白色（ロイコフォア）、虹色（イリドフォア）の各色素胞を持ち、黄色の色素胞（キサントフォア）が発達していないため、体は白い。市場の流通はヒメダカより少ない。

## 種類
品種改良によりシロメダカの色の出具合が異なり、黄色が強いメダカはクリームメダカ呼ばれ、虹色が強いメダカはサクラメダカと呼ばれている。完全に白のメダカは少ない。

## 体型
観賞用のメダカは体型により細分化された俗称を持つ。背中がホタルの様に光るヒカリメダカ（ホタルメダカ）系、目が赤く光るアルビノ系、目が細い男前系、体が縮まりヘルニアのような状態が強いダルマ系、若干弱めの半ダルマ系に細分化される。

## 遺伝子
同じシロメダカの親からでもヒメダカ、アオメダカは誕生する。また、前述の体型の異なったタイプも誕生をする。例外として完全な白同士の親に限り、前者は産まれず、後者は産まれる。

## 飼育
他のメダカと同じ飼育方法でよい。注意する点は体が白いため、暑さに弱い傾向にあり、産卵時には他のカラーメダカのよりも死亡率は高い。